# Sassetta

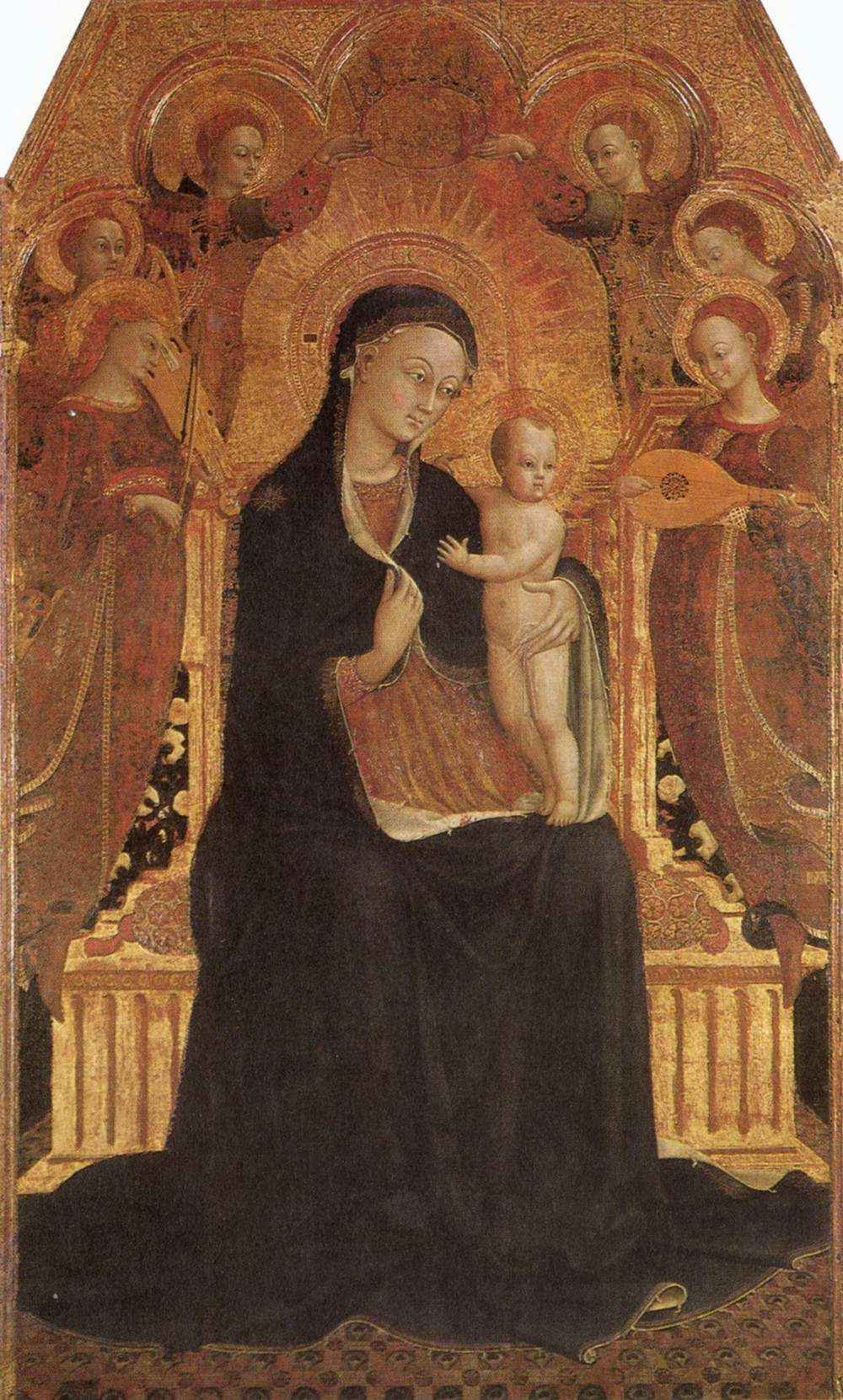
Virgen con el Niño y ángeles, Museo del Louvre.

Stefano di Giovanni, llamado Sassetta, o el Sassetta (Siena 1392 - ib. en 1450 o 1451), fue un pintor de estilo gótico italiano.

## Biografía
El Sassetta nació probablemente en la ciudad toscana de Siena, aunque existen hipótesis sobre su posible nacimiento en la también toscana Cortona ya que aparece llamado en ocasiones como Stefano di Giovanni di Consolo da Cortona.

Como sea, las primeras noticias que de él se tienen son procedentes de Siena en el año 1423, donde probablemente fue alumno de Paolo di Giovanni Fei. Es así que habiéndose formado durante la transición sienesa de inicios del Quattrocento asimiló las entonces nuevas influencias del gótico internacional (o del gótico tardío) y las de los inicios del Renacimiento florentino.

El estilo gótico en Sassetta es fácilmente reconocible por las líneas elongadas de los personajes e incluso los objetos representados y los fondos dorados de sus pinturas (tales elementos estilísticos por otra parte fueron aportados al gótico desde el arte sagrado bizantino), aunque lo más destacable es la luminosidad y el limpio juego de contrastes cromáticos de muchas de sus mejores obras aúnadas a una concepción muchas veces arquitectónica de las mismas.

Sassetta está enmarcado dentro de la pintura gótica internacional, aun cuando sus últimas obras insinúan ya elementos renacentistas (más desenvoltura, menos hieratismo) y ensayos con las líneas de fuga e intentos de perspectiva.

Según la partida de defunción habría fallecido en Siena el 1 de abril de 1451, pero se discute si esta fecha es correcta.

Los discípulos más conocidos del Sassetta fueron Francesco di Giorgio y di Lorenzo (más conocido como Vecchietta) y Sano di Pietro.

## Selección de obras
- Virgen con el Niño pinacoteca nacional de Siena.
- Virgen con el Niño, Museo de Grosseto.
- El encuentro de San Antonio Abad y san Pablo en la Tebaida (ca. 1446) témpera sobre tabla, National Gallery of Art (Washington).
- Visión de santo Tomás de Aquino, (1423), Pinacoteca Vaticana.
- Santo Tomás de Aquino en oración, témpera sobre tabla, Museo de Bellas Artes de Budapest.
- La Virgen de las nieves, 1432, Galleria degli Uffizi, Florencia.
- San Francisco y el pobre caballero; San Francisco renuncia a su padre terrenal, National Gallery, Londres